# Kombori (département)
Kombori est un département et une commune rurale du Burkina Faso, situé dans la province de la Kossi et la région de la Boucle du Mouhoun. En 2019, le dernier recensement général comptabilisait 15 118 habitants.

## Villages
Le département comprend un village chef-lieu (populations actualisées en 2012) :
- Kombori	(1 586 habitants)

et 15 autres villages :
- Abaye (1 829 habitants)
- Aourèma (773 habitants)
- Ba-Peulh (86 habitants)
- Gani (838 habitants)
- Kolonkani-Ba (218 habitants)
- Konna (767 habitants)
- Lonani (243 habitants)
- Magadian (1 166 habitants)
- Ouori (586 habitants)
- Sanakadougou (1 064 habitants)
- Sassambari (382 habitants)
- Siékoro (454 habitants)
- Siéwali (315 habitants)
- Siguidé (148 habitants)
- Yaran (541 habitants)